# ألكس بورتيو
ألكس بورتيو (بالإسبانية: Álex Portillo)‏ هو لاعب كرة قدم إسباني، ولد في 6 نوفمبر 1992 في مالقة في إسبانيا. لعب مع نادي ماربيا.

## وصلات خارجية
- ألكس بورتيو على موقع قاعدة بيانات كرة القدم.إي يو (الإنجليزية)
- ألكس بورتيو على موقع Soccerway.com (الإنجليزية)